# Гаранічев Євген Олександрович
Євге́н Олекса́ндрович Гара́нічев (13 лютого 1988, Пермський край, РРФСР, СРСР) — російський біатлоніст, олімпійський медаліст, призер чемпіонатів Європи з біатлону, учасник та переможець етапів Кубка світу з біатлону.
Бронзову олімпійську медаль Гаранічев виборов на Іграх 2014 року в Сочі в індивідуальній гонці.

## Спортивна кар'єра
Лижні гонки
У селищі Новоільїнський, де народився та виріс Євген Гаранічев, із спортивних секцій була лише лижна, тому саме туди слідом за своїм старшим сином батьки привели восьмирічного Євгена. Так він почав займатися лижними гонками, причому досить успішно. На першості світу в італійському Мальсі він разом з Андрієм Феллером, Петром Сєдовим і Раулем Шакірзяновим став першим у естафеті 4х5 км. А на чемпіонаті світу серед юніорів і молоді у італійському місті Тарвізіо в естафеті 4х5 км квартет збірної Росії у складі Івана Іванова, Дмитра Васильєва, Євгена Гаранічева і Андрія Парфьонова завоював друге місце. Російські спортсмени поступилися лижникам із Швеції всього 0,3 секунди.
Перехід у біатлон
У біатлон Євген Гаранічев перейшов 2008 року.. У Пермській області не було умов для розвитку лиж. Спортсменів навіть не возили на збори, не вистачало спонсорів. Тоді юний лижник звернувся до В. А. Алікіна, який познайомив його з Максимом Володимировичем Кугаєвським, тренером біатлоністів Тюменської команди.
Перші успіхи у біатлоні
Перший і досить вагомий успіх прийшов до спортсмена на традиційних змаганнях «Іжевська гвинтівка», де зібралися досить сильні біатлоністи країни. Євгеній зайняв почесне 4 місце у індивідуальній гонці на 20 кілометрів, а в спринті увійшов до десятки сильніших. Завдяки цим результатам Гаранічев заслужив право виступати на Кубку Європи.
На Чемпіонаті Росії 2010 в Уваті в спринті і гонці переслідування був четвертим, а у мас-старті став бронзовим призером. У 2011 році дебютував на етапі Кубка світу в Антерсельві. У першій спринтерській гонці посів 13 місце. Дебют в естафетних гонках у складі збірної Росії для Євгенія випав на 23 січня 2011 року, коли він пішов на 2 етап, прийняв естафету від Антона Шипуліна. У підсумку біатлоніст на 1 вогневому рубежі допустив 2 промаха (використавши 2 додаткові патрони), потім на другій стрільбі використав 1 додатковий патрон, пішовши на передачу естафети з 9,5 секундами відставання від Б'єрндалена. Програвши на завершальному колі іменитому норвежцю ще 0,2 секунди, передав естафету Андрію Маковєєву. У підсумковому протоколі збірна Росії розташувалася на 4 місці, пропустивши вперед німців, італійців і норвежців.

## Кар'єра в Кубку світу
- Дебют в кубку світу — 20 січня 2011 року в спринті в Антерсельві — 13 місце.
- Перше попадання в залікову зону — 20 січня 2011 року в спринті в Антерсельві — 13 місце.
- Перше попадання на подіум — 5 січня 2012 року в естафеті в Обергофі — 2 місце.
- Перша перемога — 2 лютого 2012 року в спринті в Осло — 1 місце.

## Виступи на чемпіонатах світу
| Рік  | Міце проведення      | Інд | Спр | Пр | МС | Ест | ЗМ |
| 2012 | Рупольдинг           |     | 12  | 14 | 9  | 6   |    |
| 2013 | Нове Место-на-Мораві |     | 19  | 28 | 25 | 4   |    |

## Загальний залік в Кубку світу
- 2010–2011 — 72-е місце (45 очок)
- 2011–2012 — 12-е місце (585 очок)
- 2012–2013 — 14-е місце (559 очок)

## Статистика стрільби
| № п/п | Сезон     | Загальна         | Індивідуальна гонка | Спринт         | Гонка переслідування | Мас-старт      | Естафета       |
| ----- | --------- | ---------------- | ------------------- | -------------- | -------------------- | -------------- | -------------- |
| 1     | 2010-2011 | 81,4 % (35/43)   | 0,0 % (0/0)         | 99,9 % (10/10) | 0,0 % (0/0)          | 75,0 % (15/20) | 0,0 % (0/0)    |
| 2     | 2011-2012 | 81,1 % (296/365) | 85,0 % (35/40)      | 82,5 % (66/80) | 83,3 % (100/120)     | 85,0 % (68/80) | 62,2 % (28/45) |
| 3     | 2013-2013 | 83,2 % (332/399) | 82,5 % (33/40)      | 83,3 % (75/90) | 85,7 % (120/140)     | 82,5 % (66/80) | 77,6 % (38/49) |

## Виноски
1. ↑  http://sports.yahoo.com/olympics/sochi-2014/biathlon/mens-125-km-pursuit-BTM512/
2. ↑  http://sports.yahoo.com/news/olympics-biathlon-birthday-boy-garanichev-happy-despite-missed-192301507--spt.html
3. ↑  Юниорская сборная России по лыжным гонкам — победитель первенства мира в эстафете 4х5 км!. Архів оригіналу за 22 лютого 2014. Процитовано 29 липня 2011.
4. ↑  Лыжник из Пермского края Евгений Гараничев стал серебряным призером чемпионата мира. Архів оригіналу за 22 лютого 2014. Процитовано 29 липня 2011.
5. ↑  Гараничев: в биатлон меня позвал Аликин[недоступне посилання з квітня 2019]
6. ↑  Евгений ГАРАНИЧЕВ: «Понимаю, что нельзя сразу научиться стрелять». Архів оригіналу за 21 квітня 2010. Процитовано 29 липня 2011.
7. ↑  В дужках наведена кількість влучних пострілів та загальна кількість пострілів. В статистиці стрільби рахуються постріли, які здійснив біатлоніст на етапах кубка світу та чемпіонаті світу